# 2019年东阿塞拜疆地震
2019年东阿塞拜疆地震是指2019年11月8日凌晨发生于伊朗西北部的地震。该次地震发生于东阿塞拜疆省（北纬37.808度，东经47.558度），震级为MW 5.9级、Ms 5.8级，震源深度约为10千米，最大烈度为8(VIII)度。
该次地震是东阿塞拜疆省自2012年东阿塞拜疆地震以来发生的震级最大的地震。受该次地震影响，共有7人死亡，另有584人受伤。该次地震已被美国地质调查局列入2019年显著地震列表。

## 发震历史
伊朗西北部位于扎格罗斯褶皱带，即阿拉伯板块和欧亚板块的碰撞带之上。土耳其－伊朗高原的东西向右旋走滑断层和大高加索地区的逆冲断层均分布于该碰撞带上。曾致使300余人死亡的2012年东阿塞拜疆地震即发生于该地区。

## 参数测定
据美国地质调查局测定，该次地震发生于伊朗东阿塞拜疆省（北纬37.808度，东经47.558度），震级为MW 5.9级、Ms 5.8级、mb 5.8级，震源深度约为10千米，最大烈度为8(VIII)度。
中国地震台网测定的面波震级与美国方面相同，均为Ms 5.8级。欧洲地中海地震中心测定的矩震级与美国相同，均为MW 5.9级。

## 震害情况
受该次地震影响，共有7人死亡，另有584人受伤。其中有2人是因一氧化碳中毒而遇难。
数千件救灾物资被送往灾区。其中包括3000余顶帐篷、3000余包食物、3500余个毛毯和4500余瓶饮用水等。